# Global Underwater Explorers
Pour les articles homonymes, voir GUE.
Global Underwater Explorers (GUE) est une organisation de plongée sous-marine, à la fois, agence de formation et de certification en plongée souterraine (et plus récemment plongée technique puis plongée récréative) et communauté de plongeurs et supports de projets d'exploration : réseaux noyés souterrains et épaves marines. Il s'agit d'une association à but non lucratif, basée à High Springs, en Floride, aux États-Unis,.
GUE a été formé par des membres du Woodville Karst Plain Project (WKPP), qui a maintenant le statut d'une association sans but lucratif affilié à GUE en tant que projet d'exploration. L'objectif de la création de GUE était de former des plongeurs au "Do It Right", la méthode très spécifique et très standardisée inventée au sein du WKPP.
Cette conception novatrice de la plongée est présentée au sein du cours "Fundamentals", qui est un préalable obligatoire pour tous les cours de plongée technique ou souterraine de GUE.

## Fondation
GUE est une organisation à but non lucratif 501 (c) (3) formée pour promouvoir l'éducation, l'exploration et la conservation du domaine aquatique. L'organisation a été formée par Jarrod Jablonski et un petit groupe d'éducateurs, d'explorateurs et de moniteurs de plongée. Les membres fondateurs ont cherché à s'appuyer sur l'histoire de la Société Cousteau en créant un réseau diversifié d'organisations satellites. De cette façon, les défenseurs locaux aident le GUE à établir une formation détaillée sur le plongeur, des explorations dynamiques et des initiatives de conservation durable. Lorsque GUE a été formé, il a été co-situé avec le magasin de plongée Extreme Exposure. Toutefois, Extreme Exposure a maintenant changé d'emplacement, ce qui a permis une plus grande croissance de l'organisation.

## Missions du GUE
Global Underwater Explorers a émergé d'un désir commun d'explorer et de protéger en toute sécurité le monde sous-marin et d'améliorer la qualité de l'éducation et de la recherche dans toutes les activités aquatiques. Conformément à la vision originale de ses membres fondateurs, GUE s'engage à:
- Développer des plongeurs sûrs, compétents et bien informés
- Entreprendre et promouvoir la recherche sous-marine
- Poursuite de l'exploration sous-marine mondiale
- Protéger l'intégrité du monde sous-marin
- Fournir au public une ressource complète sur toutes les choses aquatiques.

En travaillant à redéfinir les liens qui lient les amateurs sous-marins aux explorateurs sous-marins, aux conservationnistes et aux chercheurs scientifiques, le GUE s'engage à promouvoir les intérêts du monde sous-marin et de ceux qui cherchent à l'engager.

## Conseil d'administration
Le conseil d'administration de GUE comprend Jarrod Jablonski, membre du The Explorers Club, ainsi que l'entrepreneur Robert Carmichael, le chercheur Todd Kincaid, Corey Jablonski, Gideon Liew, Richard Lundgren et Thomas Dederichs,,.

## Méthode de plongée

### Généralités
La méthode de plongée de GUE se caractérise par son approche holistique , ie un ensemble global où tout est lié. Concrètement, ça a engendré une standardisation extrême, dite "Do It Right" soit "faites le correctement, afin de garantir l'interopérabilité des plongeurs, GUE concevant la plongée exclusivement en équipe. Cette configuration comporte trois facettes :
- l'équipement selon la vision dite hogarthienne (créée sur les travaux de William Hogarth Main). La configuration peut s'assimiler à un oignon. Il y a un noyau, vu au cours fondamentaux techniques et en fonction des besoins, des couches supplémentaires, standardisées (bouteilles supplémentaires, dévidoirs, scooters...) sont rajoutés sans modifier le noyau ;
- le plongeur : procédures ne laissant aucune possibilité de personnalisation, condition physique ;
- la planification : mélanges respiratoires normalisés, ce qui permet aussi de simplifier la logistique... ;

GUE ne déconseille pas, lorsque les circonstances de la plongée rendent la configuration GUE classique inadaptée, d'adopter une autre configuration. GUE forme aux recycleurs (modèle RB 80 de type SCR passif et JJ-CCR) et certaines des explorations officielles de GUE l'ont été en sidemount. Mais ces trois configurations ne sont, dans l'esprit GUE, que des configurations de secours pour des plongées spécifiques. Cela est expliqué par une tribune de Jarrod Jablonski dans Quest Vol 14 no 3, le magazine officiel de GUE, intitulée "Defining GUE’s Core Values: Sidemount, Closed-Circuit Rebreathers, and DIR".  
En février 2016, le British Sub Aqua Club a confirmé qu'un mode opératoire pour rendre compatibles les protocoles GUE avec les protocoles BSAC a été établi, permettant l'accueil de plongeurs GUE.

### Cursus
En janvier 2018, GUE a offert 21 cours dans quatre domaines et une certification basée sur l'expérience :

#### cursus plongeur récréatif
- Recreational Diver Level 1 - Nitrox diver ;
- Recreational Diver Level 2 - Triox diver ;
- Recreational Diver Level 3 - Trimix diver ;

#### cursus fondamentaux
- Navigation Primer ;
- Triox Primer ;
- Doubles Primer ;
- Drysuit Primer ;
- Diver Propulsion Vehicle Level 1 ;
- Diver Propulsion Vehicle Cave (mais ce cours n'est accessible qu'aux lauréats du cours Cave 2) ;
- Documentation Diver
- Gas Blender
- Fundamentals Course pouvant être validé en mode technique ou loisir. Ce dernier mode ne permet pas, sans une mise à niveau "technique", d'intégrer les cursus techniques ou souterrains. Il y a donc trois cours fondamentaux (fondamentaux loisirs, techniques et mise à niveau) ;

#### cursus plongeur technique
Réservé aux lauréats du cours Fondamentaux Technique.
- Technical Diver Level 1 ;
- Technical Diver Tech 60 ;
- Technical Diver Level 2 ;
- Technical Diver Level 2 "Plus" Upgrade. Il s'agit d'une Validation des Acquis de l'Expérience ;
- Rebreather Diver ;

#### cursus plongeur souterrain
Réservé aux lauréats du cours Fondamentaux Technique.
- Cave Diver Level 1 ;
- Cave Diver Level 2 ;
- Underwater Cave Survey ;

### Certification EUF
GUE a obtenu la certification CEN de l'organisme de certification EUF en 2013 pour les catégories de plongeur suivantes :
- GUE Fundamentals/GUE Recreational Diver Level 1 - EN 14153-2/ISO 24801-2 ('Plongeur autonome') ;
- GUE Recreational Diver Level 3 - EN 14153-3/ISO 24801-3 ('Chef de plongée') ;
- GUE Fundamentals Instructor/GUE Recreational Instructor Level 1 - EN 14413-2/ISO 24802-2 ('Niveau d'instructeur 2') ;
- GUE Fundamentals/GUE Recreational Diver Level 1 - ISO 11107 ('Plongée Nitrox')[12],[13] ;

## WKPP
La plus célèbre des organisations satellites de GUE est le Woodville Karst Plain Project (WKPP), qui a maintenant le statut d'une société sans but lucratif affiliée de GUE. De nombreux membres du GUE participent activement aux vastes projets scientifiques et d'exploration menés par le WKPP. Cette collaboration a aidé l'État de la Floride à consacrer plus de 200 millions de dollars au développement de pratiques améliorées de traitement des eaux usées en tant que moyens d'améliorer la protection des eaux souterraines et de soutenir la conservation du parc d'état de Wakulla Springs. Ce succès est le modèle dans lequel le GUE a lancé un projet de conservation mondial connu sous le nom de projet de référence qui vise à documenter l'état de nos environnements aquatiques mondiaux..

## Sensibilisation
Parmi les projets de sensibilisation notables de l'organisation, il y a :
- Les membres du GUE et du Woodville Karst Plain Project (WKPP) ont établi un record de pénétration de 5,6 kilomètres à Wakulla Springs en 1998[16], suivi de nouveaux records en 2001 et 2006[17].
- Le GUE et le WKPP ont fourni une vidéo capturée par le cinéaste documentaire Marc Singer pour l'exposition interactive multimédia de Hazlett-Kincaid, Inc. Awesome Aquifer Adventure, qui a mis en évidence divers aspects de l'eau souterraine pour le Reading Public Museum. L'exposition du six mois s'est terminée le 24 mars 2002[18].
- Le nettoyage de plage The Ocean Conservancy à Hutchinson Island situé dans le comté de Martin en Floride en 2003[16],[19].
- Le Underwater Exploration and the DIR system a eu lieu en Italie[20].
- La GUE Conference 2005 a eu lieu à Gainesville en Floride[21].
- Les volontaires du GUE ont appuyé la scannérisation et l'archivage des revues de la Undersea and Hyperbaric Medical Society (Société sous-marine et de la Société Hyperbare) avec la Rubicon Foundation[22],[23],[24].
- La GUE Conference 2006 a eu lieu à Gainesville en Floride[25].
- La GUE Conference 2007 a eu lieu à Budapest en Hongrie[26].
- En 2008, GUE a été parrainée par Divers Alert Network au cours d'un séminaire de séminaire tenu à Durham en Caroline du Nord[27].
- En 2011, trois membres du GUE et une équipe de plongée du Projecto Espeleológico de Tulum, Alex Alvarez, Franco Attolini, et Alberto Nava, ont exploré une section de grotte connue sous le nom de « Hoyo Negro » pour leur travail avec le Quintana Roo Speleological Survey[28]. Les plongeurs ont localisé les restes d'un mastodonte ainsi que d'un crâne humain qui peut être la preuve la plus ancienne évolution de l'homme dans la région à ce jour[28].

Les instructeurs GUE organisent régulièrement des ateliers « Introduction au GUE » visant à promouvoir l'approche des plongeurs sous-marins à l'échelle mondiale.

## Publications
GUE publie une revue trimestrielle, Quest, ainsi qu'un certain nombre de livres et de vidéos liés à leur philosophie de plongée. Ils sont généralement disponibles sur leur site Web, d'autres détaillants en ligne et librairies,,.
- (en) Jablonski, Jarrod, Doing it Right: The Fundamentals of Better Diving, Global Underwater Explorers, 2001 (ISBN 0-9713267-0-3)
- (en) Jablonski, Jarrod, Beyond the Daylight Zone: The Fundamentals of Cave Diving, Global Underwater Explorers, 2003
- (en) Jablonski, Jarrod, Getting Clear on the Basics: The Fundamentals of Technical Diving, Global Underwater Explorers, 2003
- (en) MacKay, Dan, Dress for Success, Global Underwater Explorers
- (en) Berglund, Jesper, Beginning With the End in Mind - the Fundamentals of Recreational Diving, Global Underwater Explorers
- (en) [vidéo][DVD] « DIR 2004 », 2004, Global Underwater Explorers (consulté le 22 septembre 2008)
- (en) [vidéo][DVD] « Pantelleria 2005 », 2005, Global Underwater Explorers (consulté le 22 septembre 2008)
- (en) [vidéo][DVD] « The Mysterious Malady: Toward an understanding of decompression injuries », 2006, Global Underwater Explorers (consulté le 22 septembre 2008)
- (en) [vidéo][DVD] « The Woodville Karst Plain Project: Chip's Hole Exploration 1996-2005 », 2006, Global Underwater Explorers (consulté le 22 septembre 2008)